# فرانسيس إيميكا
إيميكا ندوبويسي أوغوويكي (بالفرنسية: Emeka Ndubuisi Oguwike)‏ المعروف باسم فرانسيس إيميكا (بالفرنسية: Francis Emeka)‏ (ولد في 24 نوفمبر 1990 في إبادان، نيجيريا) لاعب كرة قدم نيجيري يجيد اللعب في مركز المهاجم. يلعب حاليا لصالح الشباب البحريني منذ 2022.

## المسيرة الرياضية

### الأندية
في 1 يناير 2012 انضم إيميكا إلى نام دينه الفيتنامي (الدرجة الثالثة) في صفقة انتقال حر.
في 1 يناير 2013 انتقل إيميكا من نام دينه إلى سوان تان سايغون الفيتنامي في صفقة انتقال حر. في كأس فيتنام خرج فريقه من الجولة الأولى عندما خسر في الدور الثمن النهائي.
في 1 يونيو 2013 انتقل إيميكا من سوان تان سايغون إلى دونغ ذاب الفيتنامي في صفقة انتقال حر. في موسمه الوحيد 2013 وفي بطولة دوري الدرجة الثانية احتل المركز الرابع.
في 1 يناير 2014 انتقل إيميكا من دونغ ذاب إلى هوشي منه سيتي الفيتنامي في صفقة انتقال حر. في موسمه الوحيد 2014 وفي بطولة دوري الدرجة الثانية احتل المركز السابع قبل الأخير بفارق 4 نقاط عن منطقة الهبوط. في كأس فيتنام خرج فريقه من الجولة الأولى عندما خسر في الدور الأول. في 31 ديسمبر 2014 رحل إيميكا عن هوشي منه سيتي بعد نهاية عقده.
في 1 يناير 2016 انضم إيميكا إلى جامعة لاوس الوطنية اللاوسي في صفقة انتقال حر. في موسمه الوحيد 2016 وفي بطولة دوري الدرجة الممتازة احتل المركز الخامس.
في 18 ديسمبر 2016 انتقل إيميكا من جامعة لاوس الوطنية إلى يانغون يونايتد الميانماري في صفقة انتقال حر. في 1 مايو 2017 تم فسخ العقد بين الطرفين.
في 1 ديسمبر 2019 انضم إيميكا إلى هانثوادي يونايتد الميانماري في صفقة انتقال حر. في موسمه الوحيد 2020 وفي بطولة دوري الدرجة الممتازة احتل المركز الثاني بفارق 3 نقاط عن البطل شان يونايتد. في 31 ديسمبر 2020 رحل إيميكا عن هانثوادي يونايتد بعد نهاية عقده.
في 7 أكتوبر 2021 انضم إيميكا إلى الرستاق العماني. في موسمه الوحيد 2021-2022 وفي بطولة دوري الدرجة الممتازة احتل المركز السابع في منتصف الترتيب. وفي بطولة كأس السلطان ساهم في وصول فريقه إلى المباراة النهائية لكنه خسر من السيب 0-2.
في 2 سبتمبر 2022 انتقل إيميكا من الرستاق إلى الشباب البحريني في صفقة انتقال حر.